# Certima miliaria
Certima miliaria är en fjärilsart som beskrevs av Paul Dognin 1892. Certima miliaria ingår i släktet Certima och familjen mätare. Inga underarter finns listade i Catalogue of Life.